# 4. Fallschirmjäger-Division
Pour les articles homonymes, voir 4e division.
La 4. Fallschirmjäger-Division (4e division parachutiste) est une des divisions de parachutistes (Fallschirmjäger) de l'armée allemande (Wehrmacht), dans la Luftwaffe durant la Seconde Guerre mondiale.

## Historique
La division est formée à Venise en Italie le 5 novembre 1943, à partir d'éléments de la 2. Fallschirmjäger-Division (I./FJR.2, II./FJR.6 et I./Luftlande-Sturm-Regiment 1) et de volontaires des divisions italiennes de parachutistes 184e Nembo et 185e Folgore. 
Sa première action a été contre le débarquement des Alliés à Anzio (Opération Shingle) sous les ordres du 1er Corps de parachutiste/AOK.14. en janvier 1944.  
Après Anzio, la division a mené une action d'arrière-garde en face de Rome, et a été la dernière unité allemande à quitter la ville le 4 juin. Elle se retire en direction de Viterbe-Sienne-Florence et réussit ensuite à arrêter les Alliés dans la Passo della Futa (Passe de Futa). 
Pendant l'hiver de 1944/1945, elle est positionnée sur la Ligne gothique. En mars 1945, la division a dû se séparer du IIe bataillon II du 12e Fallschirmjäger-Regiment (FJR.12) et de la 2e compagnie du bataillon de Pionniers au profit de la nouvelle Division 10. Fallschirmjäger-Division, qui se formait en Autriche. 
Elle a ensuite combattu à Nettuno, Florence, Bologne et Rimini et finit par se rendre aux Alliés le 29 avril 1945 entre Vicence et Bolzano.

## Rattachement
| Date                      | Rattachement   | Lieu                                              |
| ------------------------- | -------------- | ------------------------------------------------- |
| Décembre 1943             | Heeresgruppe C | En formation dans la région Venise-Padoue-Trévise |
| Janvier 1944 - Mai 1944   | I.FsAK/AOK.14  | Anzio/Nettuno                                     |
| Juin 1944 - Juillet 1944  | I.FsAK/AOK.14  | Rome, Viterbe, Pérouse, Sienne et Florence        |
| Août 1944 - Novembre 1944 | I.FsAK/AOK.14  | Rimini                                            |
| Décembre 1944 - Mars 1945 | I.FsAK/AOK.10  | Bologne, Via Emilia                               |
| Avril 1945                | réserve/AOK.10 | Ferrare, Vérone, Vicence et Bolzano               |

## Commandement
| Début          | Fin        | Grade           | Nom               |
| -------------- | ---------- | --------------- | ----------------- |
| 4 octobre 1943 | 4 mai 1945 | Generalleutnant | Heinrich Trettner |

## Chef d'état-major
| Début           | Fin             | Grade | Nom                  |
| --------------- | --------------- | ----- | -------------------- |
| Novembre 1943   | 22 janvier 1944 | Major | Walter Gericke       |
| 22 janvier 1944 | 16 janvier 1945 | Major | Arnold von Roon (en) |
| 16 janvier 1945 | Mai 1945        | Major | Siegfried Vehlow     |

## Composition
- Fallschirm-Jäger-Regiment 10
- Fallschirm-Jäger-Regiment 11
- Fallschirm-Jäger-Regiment 12
- Fallschirm-Panzer-Jäger-Abteilung 4
- Fallschirm-Artillerie-Regiment 4
- Fallschirm-Flak-Abteilung 4
- Fallschirm-Pionier-Bataillon 4
- Fallschirm-Luftnachrichten-Abteilung 4
- Fallschirm-Sanitäts-Abteilung 4
- Fallschirm-Granatwerfer-Bataillon 4, (à partir de juin 1944)
- Fallschirm-Feldersatz-Bataillon 4, (à partir de novembre 1944)

## Théâtres d'opérations
- Italie